# Paul Reiser
Paul Reiser (Nova York, 30 de març de 1957) és un comediant, actor, escriptor i guionista estatunidenc.